# جهان بيني (شيرنغ)
جهان بیني (بالفارسية: جهان‌بینی) هي قرية تقع في إيران في قسم شیرنغ الریفي. يقدر عدد سكانها بـ 493 نسمة .